# نورمن بروکل
نورمن بروکل (انگلیسی: Norman Bröckl؛ زادهٔ ۲۲ اوت ۱۹۸۶) قایقران کانو اهل آلمان است.